# Phil Rudd
Pour les articles homonymes, voir Rudd.
Phil Rudd ( Phillip Hugh Norman Witschke Rudzevecuis) né le 19 mai 1954 à Melbourne en Australie, est le batteur du groupe de hard rock AC/DC. Il a occupé ce poste au sein du groupe de 1975 à 1983, de 1994 à 2014 et à nouveau à partir de 2019.
Depuis le départ du bassiste Mark Evans en 1977, il est le seul membre du groupe à être né en Australie. En 2003, il fut intronisé au Rock and Roll Hall of Fame avec les autres membres d'AC/DC.
En 2021, il est désigné 86ᵉ meilleur batteur de tous les temps par le magazine américain Rolling Stone.

## Biographie
Phil a joué dans plusieurs petits groupes à Melbourne avant de rejoindre le groupe Buster Brown, qui avait pour chanteur Angry Anderson, le futur chanteur de Rose Tatoo. Ils allaient enregistrer leur premier album, Something to Say, mais Phil quitta le groupe en 1974 pour une brève période dans les Coloured Balls avec Lobby Lloyde (en). Au cours de l'année 1975, il entendit parler des auditions rythmiques que faisait AC/DC par Trevor Young, un autre membre du groupe Coloured Balls. Il demanda à l'ancien bassiste de Buster Brown, Geordie Leach, s'il voulait l'accompagner mais Leach refusa. Phil passa l'audition et fut engagé immédiatement. Il s'intégra très vite au groupe et contribua grandement aux albums de 1975 à 1983 grâce à sa forte frappe et sa rythmique à la précision redoutable.

### Renvoi d'AC/DC
En 1980 le chanteur du groupe, Bon Scott, meurt. Le groupe continua alors avec le chanteur Brian Johnson et enregistra ce qui deviendra leur plus grand succès : Back in Black. Phil était le membre le plus affecté par la mort de Bon mais il décida tout de même de continuer l'aventure, persuadé que Bon n'aurait pas voulu qu'elle s'arrête.
Pendant l'enregistrement de Flick of the Switch en 1983, Phil Rudd décida de quitter le groupe. Il avait fini d'enregistrer toutes les sessions de batterie de l'album et officiellement, bien que le batteur B.J. Wilson aidât à achever l'enregistrement, seuls les enregistrements de batterie de Phil Rudd furent utilisés lors de la conception de l'album. Le futur batteur de Dio, Simon Wright remplaça ensuite Phil Rudd et tourna dans les clips accompagnant les singles de l'album.
Le départ de Phil Rudd était dû en partie à ses problèmes avec l'alcool et à un conflit entre lui et Malcolm Young, le guitariste rythmique et fondateur du groupe, qui a fini par devenir physique. Après avoir été renvoyé du groupe, Phil se retira à Tauranga en Nouvelle-Zélande où il acheta une compagnie d'hélicoptères.

Sa décision de s'établir en Nouvelle-Zélande était due au fait qu'il était désormais recherché car les fans d'AC/DC commencèrent à conduire régulièrement dans les rues où Phil avait jadis vécu afin de le localiser.
Pendant cette période loin d'AC/DC, Phil a dit : « J'ai roulé en voiture, volé en hélicoptère, et je suis devenu un fermier et j'ai planté des cultures. J'ai vécu en Nouvelle-Zélande, ce fut grand, agréable et calme avec personne pour me déranger. » Rudd continua également à jouer de la batterie, « quand je voulais plutôt que lorsque je devais » et construisit son propre studio.

### Retour au sein d’AC/DC
Lors de la tournée suivant l'album The Razors Edge en 1991, AC/DC passa en Nouvelle-Zélande. Phil qui assistait au concert, est passé dans les loges les saluer à la fin du show. La discussion a duré une bonne partie de la nuit et le courant est si bien passé que quelques mois plus tard, alors qu'il commençait à travailler sur l'album Ballbreaker, Malcolm appela Phil Rudd pour l'inviter à venir jouer avec eux sur quelques sessions du futur album.
Chris Slade, le batteur du groupe du moment, décida alors de quitter le groupe, considérant qu'il ne pouvait pas remplacer le batteur d'origine. Le groupe a salué Chris pour sa performance et sa capacité technique, mais a maintenu le fait qu'un certain son avait été absent dans la musique d'AC/DC depuis l'altercation de 1983 avec Malcolm Young.

### Période post-Black Ice Tour
Le 29 août 2014, Phil Rudd sort un album solo Head Job ; il est le premier membre d'AC/DC à sortir un album solo. En mai 2014 à Vancouver, il enregistre avec AC/DC l'album Rock or Bust. À la suite de démêlés avec la justice, le batteur australien n'a pas pu participer au Rock or Bust World Tour et a donc été remplacé par Chris Slade. Ce dernier avait déjà été membre du groupe de 1989 à 1994.

### Carrière Solo
Ayant soldé ses déboires judiciaires, son aventure Head Job continue : fin 2016, Phil annonce une tournée européenne signée chez Wave 365 Media et Fizzion.
En plus de ses deux amis déjà présents sur l'album, Allan Badger au chant et Geoffrey Martin à la guitare, s'ajoutent, pour la tournée, Mike "Mutt" Furness à la guitare, et le bassiste John Proctor.
De fin mars à début juillet 2017, le groupe joue l'album Head Job et quelques morceaux d'AC/DC sur plus de 50 dates dans 18 pays différents (dont deux concerts en France et un en Belgique).

## Vie privée
Phil Rudd est divorcé de Lisa O'Brien avec qui il s'était marié en 1983 après avoir quitté AC/DC. Ils ont eu ensemble 5 enfants (Jack, Steven, Milla, Tuesday et Lucia). Il avait déjà un fils de sa compagne française Jasmine : Tommy né le 1er octobre 1982. Depuis 2011 Phil est grand-père, par son fils aîné Tommy, et vient donc régulièrement voir sa petite-fille en Europe. En janvier 2016, Phil est devenu grand-père pour la seconde fois, d'un petit garçon.
En plus de sa compagnie d'hélicoptères, Phil est passionné par le sport automobile et a une équipe dont le pilote est son fils Steven. Il a une quinzaine de voitures de collection chez lui (Bentley Supersport, Lamborghini Aventador LP 700 à son nom, Murcielago, ainsi que deux Ferrari (599 et F40), une Bentley Mulsanne 2011, une des 20 Aston Martin DBS 2011 existantes dans le monde, une Mercedes SLS AMG 2010, une Nissan GTR, Can Am...). Il a également ouvert un restaurant Phil’s Place, à Tauranga , fermé à ce jour.  Phil participe souvent à des opérations caritatives.
Le 6 novembre 2014, il est arrêté par la police néo-zélandaise, soupçonné d'avoir engagé un tueur à gages pour tuer deux personnes et d'être en possession de drogue. Il a comparu devant la justice (tribunal de Tauranga) pour les deux chefs d'accusation de menaces de mort et possession de drogue (amphétamines et cannabis). Le 7 novembre, le tribunal le relaxe pour les chefs d'accusation de complot pour meurtre, mais n'abandonne pas pour autant les autres poursuites. Il est de nouveau arrêté le 19 juillet 2015 pendant son assignation à domicile pour une durée de 8 mois prononcée en juillet 2015. Début octobre 2015, un juge rejette son appel ; Phil Rudd a plaidé coupable et a trouvé sa peine trop lourde. Il est condamné à payer une amende de 120 000 $NZ(70 000 €).

## Matériel
Rudd utilise des batteries Sonor, des cymbales Paiste, des peaux Evans et des baguettes Easton Ahead.

### TournéeBlack Ice(2008 - 2010)
- Batteries[7] :
  - Sonor Designer Series
    - 13x13" Tom
    - 16x16" Tom
    - 18×18" Tom
    - 22x18" Grosse caisse

  - Sonor Signature Series Horst Link 14x5" caisse claire (Fût en cuivre, cerclage moulé)

- Cymbales[8] :
  - Paiste 2002 :
    - 14" Medium Hi-Hat
    - 20" Crash
    - 19" Crash
    - 20" Crash
    - 20" Crash
    - 19" Crash
    - 19" Crash
    - 19" Crash

- Peaux :
  - Evans Drumheads :
    - Grosse caisse : EQ2
    - Toms : Clear G2 on the batter side, EC Resonant on the resonant side
    - Caisse claire : EC Edge Control on the batter side, Hazy 300 on the resonant side, PureSound "Blasters" Snare Wire

- Hardware[7] :
  - Sonor 600 Series :
    - DT 670 Drum Throne
    - SS 677 Snare Stand
    - CBS 672 Cymbal Boom Stands (6x)
    - CBA 672 Cymbal Boom Arm

  - Sonor GSP 3 Giant Step Bass Drum Pedal
  - Sonor 5000 Series Double Tom Stand
  - Sonor 5000 Series Hi-Hat Stand

- Accessoires :
  - Daper pads Moongel
  - Rhythm Tech table
  - Footjoy Stasof, gant de golf qu'il utilise à la main gauche

## Le drum tech de Phil Rudd
Richard Jones, plus connu sous le nom de Dick (ou Dicky) Jones, est le drum tech de Phil Rudd depuis mai 1980, lors des répétitions de production pour l'album Back in Black. Après avoir travaillé comme assistant ingénieur du son pour Jethro Tull, il a voulu trouver un travail de drum tech, et est tombé sur Jake Berry, manageur de la production pour AC/DC à cette époque. Trois personnes étaient retenues pour ce travail, et c'est Richard qui a finalement réussi à l'avoir. Après une période d’essai de 3 mois, il est le drum tech d'AC/DC jusqu'à nos jours depuis 30 ans, autant en studio qu'en live, pour Phil Rudd, Simon Wright ou encore Chris Slade.
Dicky considère sa profession comme une chance, une pure partie de plaisir. Il y fait justement allusion au cours de son interview dans les bonus The Fan, The Roadie, The Guitar Tech & The Meat du DVD live Live at River Plate : « Ce que je fais, c'est ce qu'il me plaît, et travailler avec ces types, c'est un vrai plaisir. On travaille pour le meilleur groupe de rock au monde. Que demander de plus ? »
Richard Jones a un grand respect pour Phil Rudd, il est totalement passionné par ce qu'il fait, et considère que c'est le plus important dans ce métier hors du commun. Il est vraiment le bras droit de Phil, toujours à son écoute. Pendant les concerts il reste à côté de lui, derrière les amplis de Cliff Williams le bassiste, c'est donc parfois difficile pour lui de communiquer avec Phil, car d'après Richard : « être derrière les baffles de Cliff c'est comme être assis sur le tarmac à côté d'un moteur à réaction ».